# Строгино (станция метро, Рублёво-Архангельская линия)
«Строгино́» — строящаяся станция Московского метрополитена на Рублёво-Архангельской линии с пересадкой на одноимённую станцию Арбатско-Покровской линии в районе Строгино (СЗАО).

## История
Изначально станция, пересадочная на Арбатско-Покровскую линию, должна была быть построена в составе Калининско-Строгинской линии. По первоначальному проекту её планировалось сделать двухэтажной с кросс-платформенной пересадкой (аналогично станции «Спортивная» Петербургского метрополитена), по последующему планировалось строительство двух параллельных станций для двух линий без возможности организации кросс-платформенной пересадки, со служебной соединительной ветвью между путями двух линий (то есть всего в станционном комплексе должно было быть 5 параллельных путей). Однако эти проекты не были реализованы в связи с решением продлевать Калининскую линию в Солнцево, а не в Строгино.
В 2012 году в состав Москвы была включена отдельная площадка «Рублёво-Архангельское», на которой планируется возвести международный финансовый центр «Рублёво-Архангельское». Для обеспечения нового района скоростным внеуличным транспортом летом 2012 года начались предпроектные работы по новой линии метро — Рублёво-Архангельской. Планировалась организация пересадки с существующей станции «Строгино», от которой линия трассировалась бы к Новорижскому шоссе к станции с внешней стороны МКАД, а затем к третьей станции — «Рублёво-Архангельское» — в центре МФЦ, к северо-востоку от Захарковского карьера.
7 марта 2019 года Градостроительно-земельной комиссией был одобрен проект планировки участка «Шелепиха» — «Строгино» длиной 9,8 км с четырьмя станциями.
20 января 2021 года на общественные обсуждения был выдвинут проект линии длиной 12,6 км с шестью станциями: «Звенигородская» («Пресня»), «Карамышевская» («Проспект Маршала Жукова»), «Бульвар Карбышева» («Бульвар Генерала Карбышева»), «Живописная», «Строгино», «Липовая роща» («Троице-Лыково»). Согласно проекту, расположение станции «Строгино» Рублёво-Архангельской линии планируется под Строгинским бульваром, параллельно существующей станции Арбатско-Покровской линии. Планируется построить два подземных вестибюля с выходами  к станции Арбатско-Покровской линии, с другой стороны на Строгинский бульвар, к жилой и общественной застройке, остановочным пунктам маршрутов наземного пассажирского транспорта.
10 августа 2022 года мэр Москвы Сергей Собянин утвердил название станции «Строгино».
11 июня 2025 года генеральный директор АО «Мосинжпроект» Максим Гаман сообщил, что «Строгино» станет второй станцией после «Серебряного Бора» с платформой берегового типа на Рублёво-Архангельской линии метро.